# Aste-Béon
 Aste-Béon   es una población y comuna francesa, en la región de Aquitania, departamento de Pirineos Atlánticos, en el distrito de Oloron-Sainte-Marie y cantón de Laruns.

## Demografía
| 473 | 244 | 483 | 323 | 564 | 610 | 597 | 605 | 604 | 588 | 606 | 465 | 475 | 471 | 482 | 443 | 414 | 400 | 410 | 371 | 356 | 331 | 344 | 324 | 271 | 275 | 267 | 235 | 196 | 211 | 159 | 231 | 252 |
| Para los censos de 1962 a 1999 la población legal corresponde a la población sin duplicidades (Fuente: INSEE [Consultar]) |     |     |     |     |     |     |     |     |     |     |     |     |     |     |     |     |     |     |     |     |     |     |     |     |     |     |     |     |     |     |     |     |

## Economía
La principal actividad económica del municipio es la agrícola y ganadera.